# Calle Real (banda)
Calle Real es un grupo de Timba de Suecia fundada en 1999. Calle Real actualmente tiene doce miembros que tocan una timba moderna con influencias del pop. El grupo tiene un sonido distinto agregando algunos elementos del rock, funk, R&B y especialmente pop, que no es usual considerando que los miembros del grupo crecieron con MTV.
El grupo fue fundado por Patricio Sobrado, inicialmente un trío que tocaba canciones cubanas antiguas al puro estilo de Buena Vista Social Club. Luego nuevos músicos se unieron a la banda y otros se fueron cambiando el estilo a la timba.
Muchos de los músicos de Calle Real pasaron periodos en Cuba estudiando música, pero solo uno de ellos es Cubano, Rickard Valdés (mitad sueco), quien además es hijo del legendario pianista Bebo Valdés.
El grupo es de diversas etnias, Patricio Sobrados es de origen Chileno, mientras que el trompetista Jacek Onuskiewicz y el trombonista Cezary Tomaszewski son de Polonia, todos ellos crecieron en Suecia.

## Lista de canciones
| Con Fuerza (2006)                | Me Lo Gane (2009)            |
| -------------------------------- | ---------------------------- |
| 1) Somos Calle Real              | 1) Somos Familia             |
| 2) El momento                    | 2) El amigo José             |
| 3) Esperanza                     | 3) Me lo gane                |
| 4) Rompiendo murallas            | 4) Jugando Super Mario Bros. |
| 5) Rumba de la Calle( Ambience)  | 5) El anillo                 |
| 6) Soy bueno, soy malo (La Rosa) | 6) Los dos sabemos           |
| 7) El Beso                       | 7) La eternidad del amor     |
| 8) Amor tal vez perdido          | 8) Mi Melodía                |
| 9) Dime que me quieres           | 9) El Dony                   |
| 10) Princesa (Timba)             | 10) Abreme La Puerta         |
| 11) Sueña conmigo                | 11) Loco                     |
| 12) Ya lo sé                     |                              |

Dime Que (2015)
1. Intro (Real es siempre lo que soy)	1:11
2. Somos El Team	5:46
3. Donymood 1:00
4. Te Lo Di 5:56
5. Bienvenido 5:29
6. Créeme 4:55
7. Película en Color 5:21
8. Hoah! 7:24
9. Oye! 6:10
10. ¿¡Dime Qué?! 6:13
11. Entre La Espada y La Pared 5:25

## Miembros
- Thomas Eby - Voz principal, coros, congas, Bongos.
- Patricio Sobrado - Tres, coros, líder del grupo.
- Gunnar Thullberg - Piano, teclado, guitarra.
- Petter Linde - Trompeta
- Karl Frid - Trombón, güiro, coros.
- Cezary Tomaszewski - Trombón
- Andreas Unge - Bajo eléctrico y Baby Bass.
- Rickard Valdés - Timbales, congas, claves, campana.
- Harry Wallin - Timbales, drums.